# Tart-le-Haut
Tart-le-Haut är en kommun i departementet Côte-d'Or i regionen Bourgogne-Franche-Comté i östra Frankrike. Kommunen ligger i kantonen Genlis som tillhör arrondissementet Dijon. År 2018 hade Tart-le-Haut 1 371 invånare.

## Befolkningsutveckling
Antalet invånare i kommunen Tart-le-Haut
Referens:INSEE